# Francisco Pons
Francisco Pons ist ein uruguayischer Politiker.
Pons gehört der Partido Colorado an. Als stellvertretender Abgeordneter saß er in der 41. Legislaturperiode vom 16. Februar 1972 bis zum 27. Juni 1973 als Vertreter des Departamento Maldonado in die Cámara de Representantes. Er war Nachrücker für den am Tage seines Amtsantritts verstorbenen Washington García Cal.